# Richard Cecil
Richard Cecil († 19 mei 1552) was een Engels hoveling en high sheriff van Rutlandshire.
Hij was de zoon van David Cecil en speelde net als zijn vader een rol aan het hof. In zijn jeugd was hij koninklijk page. In 1520 was hij aanwezig op de Field of the Cloth of Gold. Later werd hij bevorderd tot opperkamerheer en slotvoogd van Warwick Castle. In 1539 werd hij benoemd tot high sheriff van Rutlandshire. Hij ontving een aanzienlijk aandeel van de onder Hendrik VIII van Engeland geconfisqueerde kloosterbezittingen en liet een aanzienlijke erfenis na, bestaande uit bezittingen in de graafschappen Rutlandshire, Northamptonshire en elders. Richard Cecil was fel tegenstander van een eventueel huwelijk van zijn zoon William, de latere lord Burghley, met de winkeliersdochter Mary Cheke. Hij zou zelfs met onterving gedreigd hebben, maar kon het huwelijk uiteindelijk niet tegenhouden. Naast deze ene zoon had Cecil drie dochters.